# Tacarcuna gentryi
Tacarcuna gentryi là một loài thực vật có hoa trong họ Diệp hạ châu. Loài này được Huft miêu tả khoa học đầu tiên năm 1989.